# A magyar labdarúgó-válogatott mérkőzései 2006-ban
A magyar labdarúgó-válogatott 2006-ban nyolc mérkőzést játszott. Négy barátságos találkozón és négy Európa bajnoki-selejtezőn szerepelt az együttes. Az évet három barátságos mérkőzéssel kezdte a csapat: Új-Zéland ellen győzelemmel indított a csapat, majd Angliával találkozott, amely az angolok utolsó felkészülési mérkőzése volt a 2006-os világbajnokságra. A 2008-as Európa-bajnokság társházigazdája, Ausztria ellen ismét diadalmaskodott a válogatott. Az Eb-selejtezőkön hatalmas meglepetésre 2–1 arányban alulmaradt a nemzeti csapat Málta ellen, amely az addigi szövetségi kapitány Bozsik Péter állásába került. A szakvezetőt Várhidi Péter váltotta a kispadon, akivel az év utolsó mérkőzését Kanada ellen a válogatott győzelemmel zárta.
A 2006-os mérleg a következő: 8 mérkőzés, 4 győzelem, 4 vereség, 11 rúgott és 12 kapott gól (–1-es gólkülönbség), valamint 12 pont.

## Eredmények
Barátságos mérkőzés
| 807. mérkőzés 2006. május 24. | Magyarország                                    | 2 – 0                           | Új-Zéland                   | Szusza Ferenc Stadion, Budapest Játékvezető: Vladimír Hriňák (szlovák) |
| 807. mérkőzés 2006. május 24. | Huszti 48' Szabics 80' Sebők V. 23' Pető Z. 37' | (0 – 0) (Jegyzőkönyv) Részletek | Wilson 25' Bouckenooghe 70' | Szusza Ferenc Stadion, Budapest Játékvezető: Vladimír Hriňák (szlovák) |

Barátságos mérkőzés
| 808. mérkőzés 2006. május 30. | Anglia                                                       | 3 – 1                           | Magyarország         | Old Trafford, Manchester Nézőszám: 56 323 Játékvezető: Vink (holland) |
| 808. mérkőzés 2006. május 30. | Gerrard 47' Terry 50' Crouch 84' S. Campbell 77' Beckham 89' | (0 – 0) (Jegyzőkönyv) Részletek | Dárdai 55' Fehér 40' | Old Trafford, Manchester Nézőszám: 56 323 Játékvezető: Vink (holland) |

Barátságos mérkőzés
| 809. mérkőzés 2006. augusztus 16. | Ausztria                                                    | 1 – 2                           | Magyarország                                   | UPC-Arena, Graz Nézőszám: 11 500 Játékvezető: Havrilla (szlovák) |
| 809. mérkőzés 2006. augusztus 16. | Kuljic 74' Kuljic 57' Prager 63' Scharner 70' Wallner 90+1' | (0 – 2) (Jegyzőkönyv) Részletek | Gera 10' Horváth A. 37' Juhász 41' Fehér 90+1' | UPC-Arena, Graz Nézőszám: 11 500 Játékvezető: Havrilla (szlovák) |

2008-as labdarúgó-Európa-bajnokság-selejtező
| 810. mérkőzés 2006. szeptember 2. 20:00 (CET) | Magyarország                               | 1 – 4                           | Norvégia                                                | Szusza Ferenc Stadion, Budapest Nézőszám: 13 000 Játékvezető: Vink (holland) |
| 810. mérkőzés 2006. szeptember 2. 20:00 (CET) | Gera 89' (11-esből) Éger 62' Torghelle 81' | (0 – 3) (Jegyzőkönyv) Részletek | Solskjær 15' 53' Strømstad 32' Pedersen 41' Johnsen 84' | Szusza Ferenc Stadion, Budapest Nézőszám: 13 000 Játékvezető: Vink (holland) |

2008-as labdarúgó-Európa-bajnokság-selejtező
| 811. mérkőzés 2006. szeptember 6. 20:15 (CET) | Bosznia-Hercegovina                                                         | 1 – 3                           | Magyarország                                                                | Zenica Nézőszám: 24 000 Játékvezető: Kósztasz Kapitanísz (ciprusi) |
| 811. mérkőzés 2006. szeptember 6. 20:15 (CET) | Misimović 63' (11-esből) Barbarez 40' Bolić 51' Bešlija 75' Spahić 34′, 38′ | (0 – 1) (Jegyzőkönyv) Részletek | Huszti 35' (11-esből) Gera 47' Dárdai 49' Fehér 11' Tóth B. 37' Vanczák 65' | Zenica Nézőszám: 24 000 Játékvezető: Kósztasz Kapitanísz (ciprusi) |

2008-as labdarúgó-Európa-bajnokság-selejtező
| 812. mérkőzés 2006. október 7. 19:45 (CET) | Magyarország                       | 0 – 1                           | Törökország            | Puskás Ferenc Stadion, Budapest Nézőszám: 7 500 Játékvezető: Hamer (luxemburgi) |
| 812. mérkőzés 2006. október 7. 19:45 (CET) | Halmosi 36' Vanczák 44' Dárdai 79' | (0 – 1) (Jegyzőkönyv) Részletek | Tuncay 39' Aurélio 30' | Puskás Ferenc Stadion, Budapest Nézőszám: 7 500 Játékvezető: Hamer (luxemburgi) |

2008-as labdarúgó-Európa-bajnokság-selejtező
| 813. mérkőzés 2006. október 11. 19:15 (CET) | Málta                       | 2 – 1                           | Magyarország              | Nemzeti Stadion, Valletta Nézőszám: 4 000 Játékvezető: Ver Eecke (belga) |
| 813. mérkőzés 2006. október 11. 19:15 (CET) | Schembri 13' 52' Sammut 87' | (1 – 1) (Jegyzőkönyv) Részletek | Torghelle 19' Vanczák 38′ | Nemzeti Stadion, Valletta Nézőszám: 4 000 Játékvezető: Ver Eecke (belga) |

Barátságos mérkőzés
| 814. mérkőzés 2006. november 15. | Magyarország                       | 1 – 0                           | Kanada               | Sóstói Stadion, Székesfehérvár Nézőszám: 7 000 Játékvezető: Weiner (német) |
| 814. mérkőzés 2006. november 15. | Priskin 36' Tóth B. 52' Huszti 60' | (1 – 0) (Jegyzőkönyv) Részletek | Bernier 54' Hume 60' | Sóstói Stadion, Székesfehérvár Nézőszám: 7 000 Játékvezető: Weiner (német) |